# Brasiliansk rovansjovis
Brasiliansk rovansjovis (Lycengraulis grossidens) är en fiskart som först beskrevs av Agassiz 1829.  Brasiliansk rovansjovis ingår i släktet Lycengraulis och familjen Engraulidae. Inga underarter finns listade.